# Héspera
Na mitologia grega, Héspera[carece de fontes?] ou Hésperis é uma deusa primordial, filha de Nix, a noite, e Érebo, a escuridão. Como suas irmãs, a mesma é a deusa do crepúsculo vespertino, personificação do entardecer, sendo essa uma das Hespérides. Pertencente ao cortejo de Nix, sua mãe. 